# Бой за Чески-Крумлов
Бой за Чески-Крумлов (чешск. Boje v Českém Krumlově) — один из немногих случаев сопротивления чехословацкой армии немецкому вторжению во время Мюнхенского сговора. Бои в городе происходили с 30 сентября по 3 октября 1938 года, когда чехословацкие граждане, власти и солдаты подверглись нападению нацистских боевиков, которые пытались взять город под контроль до официальной даты эвакуации города чехословацкими вооруженными силами.

## Предыстория
Чески-Крумлов был ведущим городом в системе чехословацких укреплений.
В 1937 году город и замок посетил президент Чехословакии Эдвард Бенеш, который торжественно принял 1 000 000 чешских крон от главы Крумловско-Глубокской ветви рода Шварценбергов и владельца замка Адольфа Шварценберга на организацию обороны против растущей угрозы вторжения Германии. Город должен был стать одним из важных оборонительных центров в случае начала войны.
30 сентября вступило в силу Мюнхенское соглашение, по которому Чехословакия должна была в течение следующей недели передать нацистской Германии все свои территории с преимущественно немецкоязычным населением.

## Ход боевых действий
После того как в новостях появилось сообщение о Мюнхенском соглашении, город начали оккупировать нацистские боевики. 30 сентября они атаковали ратушу, но чехословацкие войска восстановили контроль над Внутренним городом. Впоследствии, однако, было предпринято отступление, и несколько чехословацких солдат попали в плен.
1 октября в Ческе-Будеёвице был сформирован ударный отряд из местного ополчения и инженеров, который вечером прибыл в Крумлов для освобождения пленных. Атаку на город поддерживали три легких танка vz. 35 и бронепоезд.
Самые тяжелые бои шли у Будеёвичьих ворот, которые были обстреляны чехословацкими танками. Несмотря на то, что наступление чехословацких войск развивалось успешно, приказ об отступлении был отдан в тот момент, когда были освобождены пленные и были эвакуированы чехословацкие граждане.

## Результаты
8 октября 1938 года город был полностью оккупирован немецкой армией и Чески-Крумлов был аннексирован Германией, а приставка Чески была исключена из названия. Многие чешскоязычные жители покинули город вместе с отступающими солдатами.
20 октября в город прибыл Адольф Гитлер. Однако его прибытие было не слишком торжественным — несмотря на настойчивые просьбы нацистов, Адольф Шварценберг отказался его встречать и запретил ему входить в Крумловский замок.
Чески-Крумлов оставался под оккупацией до 1945 года, когда его освободили подразделения американской армии.